# Matthew Kemp
Matthew Allan Kemp (ur. 8 sierpnia 1980 w Canberze) – australijski piłkarz występujący na pozycji obrońcy.

## Kariera klubowa
Kemp seniorską karierę rozpoczął w 1999 roku w zespole Adelaide City z NSL. W lidze tej zadebiutował 24 października 1999 w zremisowanym 0:0 meczu z Perth Glory FC. W 2000 roku był wypożyczony do Croydon Kings. W tym samym roku przeszedł do włoskiego SPAL 1907 z Serie C1. Spędził tam sezon 2000/2001, po czym wrócił do Adelaide.
W 2003 roku odszedł do Adelaide United, także występującego w NSL. Zadebiutował tam 17 października 2003 w wygranym 1:0 pojedynku z Brisbane Strikers. W 2004 roku, po rozwiązaniu NSL, rozpoczął z zespołem starty w A-League. W sezonie 2006/2007 wywalczył z klubem wicemistrzostwo A-League.
W 2007 roku przeszedł do ligowego rywala – Melbourne Victory. Pierwszy ligowy mecz rozegrał tam 26 sierpnia 2007 przeciwko Wellington Phoenix (2:2). W sezonie 2008/2009 wywalczył z zespołem mistrzostwo A-League, a w kolejnym sezonie wicemistrzostwo tych rozgrywek. Zawodnikiem Melbourne pozostał do 2012 roku.
Następnie występował w zespole West Adelaide SC, gdzie w 2014 roku zakończył karierę.
Na poziomie NSL i A-League rozegrał łącznie 195 spotkań i zdobył 11 bramek.

## Kariera reprezentacyjna
W reprezentacji Australii Kemp wystąpił jeden raz, 6 stycznia 2010 w zremisowanym 2:2 meczu eliminacji Pucharu Azji 2011 z Kuwejtem.